# إلمار أوليفيرا
إلمار أوليفيرا (بالإنجليزية: Elmar Oliveira)‏ هو عازف كمان أمريكي، ولد في 28 يونيو 1950 في هارتفورد في الولايات المتحدة.

## وصلات خارجية
- إلمار أوليفيرا على موقع ميوزك برينز (الإنجليزية)
- إلمار أوليفيرا على موقع ديسكوغز (الإنجليزية)